# Product Red

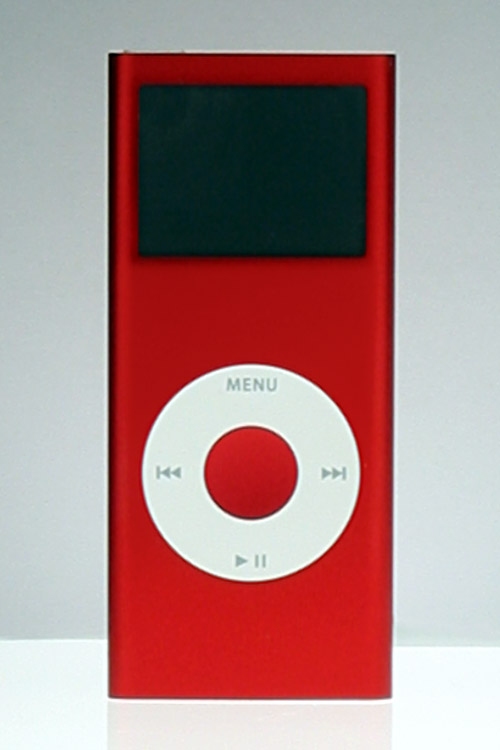
Die Product Red-Spezialedition des iPod Nano

Product Red – stilisiert als (PRODUCT)RED – ist eine im Jahr 2006 von Bono (Frontmann der Band U2) und Bobby Shriver von der Organisation DATA begründete Initiative, bei der Unternehmen Produktvarianten im Design von „Product Red“ verkaufen können. Das Produkt wird dabei mit der Wort-Bild-Marke beworben. Ein Teil des Gewinns, der durch diese Produkte erzielt wird, geht an den Global Fund, eine Organisation zur Bekämpfung von AIDS, Tuberkulose und Malaria. Bono und Shriver stellten Product Red 2006 beim Weltwirtschaftsforum in Davos vor; als erste beteiligte Marken kündigten American Express, Gap und Giorgio Armani Produkte im Rahmen der Initiative an.
Product Red ist ein Teil der Kampagne ONE.

## (RED)Wire
Das 2008 von Bono gegründete Online-Musikmagazin (RED)Wire war ebenfalls Teil der Product-Red-Initiative. Das wöchentlich erscheinende Magazin enthielt neben Informationen und Videos auch jeweils zwei Songs; es war zeitweise in den Vereinigten Staaten und im Vereinigten Königreich gegen einen monatlichen Mitgliedsbeitrag erhältlich. Von diesem ging die Hälfte an den Global Fund.